# Jun Ando
Jun Ando (Shiga, 8 oktober 1984) is een Japans voetballer.

## Carrière
Jun Ando tekende in april 2014 bij Cerezo Osaka na jaren bij Kyoto Sanga FC te hebben gespeeld.